# Колиндрос
Колиндрос (грч. Κολινδρός) је насељено место у општини Пидна-Колиндрос у периферији Средишња Македонија, Грчка. Према попису из 2021. године било је 2.103 становника.
Насеље је 1913. године имало 3.165 житеља, претежно Грка и мањег броја Турака. После 1923. године турско становништво је принудно исељено у Турску а на њихово место је насељено 167 грчких избегличких породица, укупно 627 особа. На попису из 1928. године Колиндрос је имао 3.023 становника.